# Agama bocourti
Espèce
Statut de conservation UICN

 DD  : Données insuffisantes
Agama bocourti est une espèce de sauriens de la famille des Agamidae.

## Répartition
Cette espèce se rencontre au Sénégal et en Gambie.

## Étymologie
Cette espèce est nommée en l'honneur du naturaliste Marie-Firmin Bocourt (1819-1904).

## Publications originales
- Rochebrune, 1884 : Faune de la Sénégambie. Reptiles. O. Dom, Paris, p. 1-221.